# Patryk Dziczek
Patryk Dziczek (* 25. März 1998 in Gliwice) ist ein polnischer Fußballspieler. Der defensive Mittelfeldspieler steht bei Piast Gliwice unter Vertrag und ist polnischer Nationalspieler.

## Karriere

### Verein
Patryk Dziczek stammt gebürtig aus Gliwice im oberschlesischen Industriegebiet und begann in seiner Jugend beim ortsansässigen Verein Piast Gliwice mit dem Fußballspielen. Im Mai 2017 debütierte er dort im Alter von 19 Jahren in der Ekstraklasa, als er beim 4:0-Heimsieg im vorletzten Saisonspiel gegen Wisła Płock in der 82. Minute für Maciej Jankowski eingewechselt wurde. Am 4. August 2017 gelang ihm am 4. Spieltag der folgenden Saison sein erstes Tor in einem Punktspiel, als er gegen Śląsk Wrocław in der 29. Minute das Tor zum Endstand markierte. Patryk Dziczek kam in dieser Spielzeit öfters zum Einsatz und lief in 24 Partien auf. Die folgende Spielzeit bedeutete für ihn den Durchbruch, als er in 33 Partien im Punktspielbetrieb eingesetzt wurde und mit dem Verein die polnische Meisterschaft gewinnen konnte. Zu Beginn der Spielzeit 2019/20 lief Dziczek noch in drei weiteren Partien auf und wechselte dann ins Ausland.
Im August 2019 schloss er sich in der Serie A in Italien Lazio Rom an. Kurze Zeit später verliehen die Römer Dziczek an den Zweitligisten US Salernitana. Dort war er zunächst nur Reservist und hatte sich verletzt, eroberte er sich ab seinem ersten Einsatz am 7. Dezember 2019 im Auswärtsspiel gegen AS Cittadella einen Stammplatz. Bis Saisonende bestritt er so 20 Partien. Im Laufe der folgenden Saison 2020/21 verlor er seinen Stammplatz wieder und spielte noch in 15 Partien mit Salernitana. Im Februar 2021 kollabierte Dziczek während eines Ligaspiels gegen Ascoli Calcio aufgrund von Herzproblemen und konnte die folgenden rund eineinhalb Jahre keinen Profisport mehr betreiben.
Zur Saison 2022/23 kehrte Dziczek auf den Fußballplatz zurück und schloss sich Ende August 2022 wieder seinem polnischen Heimatverein Piast Gliwice an.

### Nationalmannschaft
Von 2013 bis 2014 lief Patryk Dziczek in sechs Spielen für die polnische U16-Nationalmannschaft auf. Von 2014 bis 2015 kam er in neun Partien für die U17-Auswahl zum Einsatz und später spielte Dziczek von 2015 bis 2016 für die U18-Nationalmannschaft, für die er sechs Spiele absolvierte. Zwischenzeitlich debütierte er für die U19-Junioren und lief acht Mal auf. Von 2017 bis Ende 2020 spielte er zuletzt insgesamt 20 Mal in der U21-Nationalmannschaft. Mit ihr nahm er 2019 an der U21-Europameisterschaft teil und kam dort bis zum Vorrundenaus der Mannschaft in allen drei Gruppenspielen zum Einsatz.
Im Oktober 2023 wurde Dziczek erstmals in die polnische A-Nationalmannschaft berufen und bestritt dort in der EM-Qualifikation gegen die Färöer und gegen Moldawien seine ersten beiden Länderspiele. Seitdem wurde er allerdings bisher nicht mehr in die Auswahl berufen.